# Aladdin from Broadway
Aladdin from Broadway è un film muto del 1917 diretto da William Wolbert. La sceneggiatura si basa sul romanzo Aladdin from Broadway di Frederic Stewart Isham, pubblicato a New York nel 1913.

## Produzione
Il film fu prodotto dalla Vitagraph Company of America.

## Distribuzione
Distribuito dalla Greater Vitagraph (V-L-S-E), il film uscì nelle sale cinematografiche statunitensi il 19 marzo 1917.
Non si conoscono copie ancora esistenti della pellicola che viene considerata presumibilmente perduta.